# Norbert Brige
Norbert Brige (né le 9 janvier 1964 à Angres) est un athlète français spécialiste du saut en longueur.
Il se révèle durant la saison 1985 en devenant champion de France du saut en longueur avec 7,62 m. Dominateur sur le plan national, il s'adjuge quatre autres titres de 1986 à 1989.
Licencié au Nancy AEC, Norbert Brige est sélectionné à plusieurs reprises en équipe de France. Parmi ses meilleures performances, figure une sixième place aux Championnats d'Europe 1990, une cinquième place aux Championnats d'Europe en salle 1987 et 1989 et une septième place aux Jeux olympiques de 1988. Il remporte la médaille de bronze des Jeux de la Francophonie en 1989.
Norbert Brige travaille maintenant auprès des sportifs de haut-niveau au CREPS de Nancy

## Records personnels
- Saut en longueur : 8,22 m (Nîmes, 1988)
- Saut en longueur (salle) : 8,10 m (Vittel, 1986)

## Palmarès
- Champion de France du saut en longueur à 5 reprises de 1985 à 1989.
- Médaille de bronze aux Jeux de la Francophonie en 1989